# Campionati del mondo di mountain bike 1991
I Campionati del mondo di mountain bike 1991, seconda edizione della competizione, furono disputati nel comprensorio turistico denominato "Il Ciocco" in località Castelvecchio Pascoli, nel comune di Barga, in Italia, tra il 30 settembre e il 6 ottobre. Furono la prima edizione a svolgersi in Italia e, contemporaneamente, la prima in Europa, secondo il principio dell'alternanza tra Paesi europei ed extraeuropei, che caratterizzò la successione delle sedi ospitanti nei primi anni dei mondiali.

## Eventi
Si gareggiò in due discipline, il cross country e il downhill, in tre categorie per ogni disciplina (junior, senior e veteran), per complessivi dodici titoli iridati assegnati. A Durango non furono assegnati infatti i titoli junior donne, sia nel Cross country, sia nel Downhill per la mancanza del numero minimo di iscritte.

## Medagliere
| Pos.   | Nazione        | Oro | Argento | Bronzo | Totale |
| ------ | -------------- | --- | ------- | ------ | ------ |
| 1      | Svizzera       | 4   | 3       | 1      | 8      |
| 2      | Stati Uniti    | 3   | 2       | 4      | 9      |
| 3      | Italia         | 3   | 2       | 1      | 6      |
| 4      | Francia        | 1   | 1       | 3      | 5      |
| 5      | Germania       | 1   | 1       | 0      | 2      |
| 6      | Cecoslovacchia | 0   | 1       | 0      | 1      |
| 6      | Nuova Zelanda  | 0   | 1       | 0      | 1      |
| 6      | Spagna         | 0   | 1       | 0      | 1      |
| 9      | Regno Unito    | 0   | 0       | 1      | 1      |
| 9      | Canada         | 0   | 0       | 1      | 1      |
| 9      | Belgio         | 0   | 0       | 1      | 4      |
| Totale | Totale         | 12  | 12      | 12     | 36     |

## Sommario degli eventi
| Eventi                  | Oro                         | Tempo    | Argento                      | Tempo   | Bronzo                      | Tempo    |
| Cross country           |                             |          |                              |         |                             |          |
| Uomini Junior dettagli  | John Mutolo Stati Uniti     | 1.23'09" | Chris Fox Stati Uniti        | a 1'17" | Paul Lasenby Regno Unito    | a 1'34"  |
| Uomini Senior dettagli  | John Tomac Stati Uniti      | 2.38'56" | Thomas Frischknecht Svizzera | a 3'04" | Ned Overend Stati Uniti     | a 3'31"  |
| Uomini Veteran dettagli | Walter Brändli Svizzera     | 2.03'13" | Sandro Bono Italia           | a 1'17" | Patrice Thevenard Francia   | a 4'13"  |
| Donne Junior dettagli   | Karin Romer Germania        | 1.52'29" | Rita Bürgi Svizzera          | a 2'05" | Denise Müller Stati Uniti   | a 5'55"  |
| Donne Senior dettagli   | Ruthie Matthes Stati Uniti  | 2.20'02" | Eva Orvosova Cecoslovacchia  | a 1'48" | Silvia Fürst Svizzera       | a 4'20"  |
| Donne Veteran dettagli  | Maria Canins Italia         | 1.35'23" | Kathy Lynch Nuova Zelanda    | a 5'14" | Valérie Simonnet Francia    | a 6'52"  |
| Downhill                |                             |          |                              |         |                             |          |
| Uomini Junior dettagli  | Bruno Zanchi Italia         | 7'28"8   | Tomas Misser Spagna          | a 2"2   | Verner De Ceuster Belgio    | a 6"3    |
| Uomini Senior dettagli  | Albert Iten Svizzera        | 7'11"2   | John Tomac Stati Uniti       | a 4"8   | Glen Adams Stati Uniti      | a 9"1    |
| Uomini Veteran dettagli | Roland Champion Svizzera    | 7'24"08  | Walter Brändli Svizzera      | a 5"2   | Sandro Bono Italia          | a 14"8   |
| Donne Junior dettagli   | Rita Bürgi Svizzera         | 8'44"2   | Melanie Eberle Germania      | a 55"2  | Stéphanie Ethoin Francia    | a 1'06"1 |
| Donne Senior dettagli   | Giovanna Bonazzi Italia     | 8'04"3   | Nathalie Fiat Francia        | a 14"7  | Cindy Devine Canada         | a 15"9   |
| Donne Veteran dettagli  | Emmanuelle Meissner Francia | 8'42"7   | Elena Vaiani Italia          | a 1"0   | Cindy Whitehead Stati Uniti | a 14"8   |